# Pacifična plošča
Pacifična plošča tudi tihooceanska plošča je oceanska tektonska plošča, ki leži pod Tihim oceanom. Velika je 103 milijone kvadratnih kilometrov in je največja na Zemlji. Premika se s hitrostjo 56-102 mm/leto v smeti severozahoda glede na afriško ploščo. Plošča vsebuje notranjo "vročo točko", ki tvori Havaje.
Hillis in Muller sta poročala, da se plošča Bird's Head premika skupaj s pacifično ploščo. Bird meni, da nista povezani.

## Meja
Severovzhodna stran je divergentna meja z Explorerjevo ploščo, ploščo Juana de Fuce in ploščo Gorda, na kateri se tvorijo grebeni Explorer, Juan de Fuca in Gorda. Na sredini vzhodne strani je transformacijska meja s severnoameriško ploščo po prelomnici svetega Andreja in meja s Kokosovo ploščo. Jugovzhodna stran je divergentna meja s Nazca ploščo, kjer se dviga vzhodnotihooceanski greben.
Na južni strani je divergentna meja z antarktično ploščo, ki tvori pacifiškoantarktični greben.
Na zahodu meji na ohotsko ploščo v jarku Kuril-Kamčatka in japonskem jarku, na filipinsko ploščo (konvergentna meja s subdukcijo pod filipinsko ploščo) v Marijanskem jarku, na karolinsko ploščo (transformacijska meja) in kolizijsko mejo na severno Bosmarckovo ploščo.
Na jugozahodu ima kompleksno, ampak na splošno konvergentno mejo z indoavstralsko ploščo, ki se podriva pod njo severno od Nove Zelandije v jarku Tonga in Kermadec, južneje pa še v jarku Puysegur. Južni del Nove Zelandije je največji kos celinske skorje.
Na severni strani je konvergentna meja s subdukcijo pod severnoameriško ploščo v aleutski depresiji ob Aleutih.

## Paleogeologija pacifične plošče
Pacifično ploščo skoraj v celoti tvori oceanska skorja, a vsebuje tudi nekaj celinske skorje na Novi Zelandiji, obali Kalifornije in Kalifornijskem polotoku (Mehika).
Pacifična plošča kaže po kosih geologijo oceanskega dna od najmlajše do najstarejše v jarkih ob vzhodu Azije (145-137 milijonov let nazaj).
Vsi zemljevidi zemeljskih oceanov kažejo geologijo mlajšo kot 145 milijonov let, kar znaša samo 1/30 Zemljine 4,55 milijard let dolge zgodovine.